# Santa Maria del Castell d'Ultrera
|  | Aquest article tracta sobre l'edifici al terme d'Argelers. Si cerqueu l'edifici al terme de Sureda, vegeu «Mare de Déu del Castell d'Ultrera». |

Santa Maria del Castell d'Ultrera és una església romànica en ruïnes del terme municipi d'Argelers, a la comarca del Rosselló, de la Catalunya del Nord. Està situada en el Castell d'Ultrera, a l'extrem sud-occidental del terme, al límit amb el terme comunal de Sureda. Dins del recinte del castell, ocupa l'extrem sud del pla superior de les ruïnes, en el cimal del turó rocós que acull el castell.

## Història
Esmentada per primer cop el 1042, en un llegat testamentari, se sap que era servida per quatre clergues: el capellà Bernat Ramon, i els clergues Pere Enric, Gausbert Oliva i Giralt. Al segle xiv la seva capellania era en mans de l'Ardiaca del Vallespir, cosa que va acabant conflicte amb el senyoriu civil, en mans del senyor de Sureda: entre 1593 i 1621 diversos judicis reflecteixen el litigi constant entre les dues autoritats, que arriba a generar algunes escaramusses entre els dos bàndols.
En un primer moment fou donada la raó a l'Ardiaca del Vallespir, però el 1675, en el marc dels enfrontaments militars del segle, Joana de Bearn, senyora de Sureda, obtingué del capellà de la guarnició militar del castell la donació de tot el mobiliari de la capella del castell, inclosa la marededéu del segle xiv, i s'ho endugué a Sureda. Començà aleshores la construcció de la capella anomenada Mare de Déu del Castell, on fou dipositat tot el mobiliari de la capella originària del castell. Molt més tard hi foren traslladats també alguns elements arquitectònics, com la portalada romànica de marbre del segle xii, amb els seus capitells. La reconstrucció a la capella nova, segurament datable al segle xix, és del tot aberrant.

## Arquitectura
La capella de Santa Maria del Castell d'Ultrera era una església petita, d'una nau capçada a llevant per un absis de planta de ferradura molt marcada, cosa que parla de la seva antiguitat. Tota la part meridional i oriental estan construïdes sobre el caire mateix de la roca, fins al punt que l'absis és damunt d'una plataforma trapezoïdal construïda ad hoc per a sustentar-lo. L'absis era coberta amb volta de canó lleugerament ultrapassada. Se'n conserva encara una part de la curvatura, damunt dels dos murs laterals. Un altre fragment de la volta de la nau conservat al costat nord ens indica com era: de quart d'esfera allargada. L'arc presbiterial era també lleugerament ultrapassat. El mur nord presenta un gran esvoranc, fet en el moment d'arrencar el portal de marbre per dur-lo a la Mare de Déu del Castell. El fet que el portal fos al nord, cosa poc freqüent en el romànic, és a causa que el mur sud, on és habitual en les esglésies d'aquest estil, dona directament al penya-segat, i és impossible que pugui haver-hi cap porta d'entrada.
L'aparell dels murs d'aquests església, i l'argamassa que s'hi emprà, parlen de l'antiguitat de la construcció, que conté parts dels murs en opus spicatum. L'església fa 13,75 m de llargària per 5,75, i és datable al segle x.

## La portalada
La porta d'aquesta capella fou arrencada i traslladada a la propera capella de la Mare de Déu del Castell, dins del terme de Sureda. El trasllat, feta amb força maldestresa, es deu molt probablement a principis del segle xix. La porta, de marbre blanc, està formada per una arquivolta amb relleus, una base de columna i dos capitells. L'arquivolta és semicilíndrica amb una decoració en espiral, amb elements florals inserits. El timpà, originalment a l'espai emmarcat per l'arquivolta, va ser col·locat damunt de la porta i, banda i banda, els dos capitells conservats. Els capitells, molt semblants a alguns dels conservats a Sant Genís de Fontanes, presenten decoració de lleons alats amb un visatge humà al centre, l'un, i àguiles amb una altra figura humana cofada amb un barret al mig. La base de columna també va ser encastada, en aquest cas al damunt del timpà; presenta una figura d'un griu en un dels angles.